# Cremastus nasutor
Cremastus nasutor är en stekelart som beskrevs av Aubert 1974. Cremastus nasutor ingår i släktet Cremastus och familjen brokparasitsteklar. Inga underarter finns listade i Catalogue of Life.